# Notamacropus dorsalis
Notamacropus dorsalis là một loài động vật có vú trong họ Macropodidae, bộ Hai răng cửa. Loài này được Gray mô tả năm 1837.

## Hình ảnh

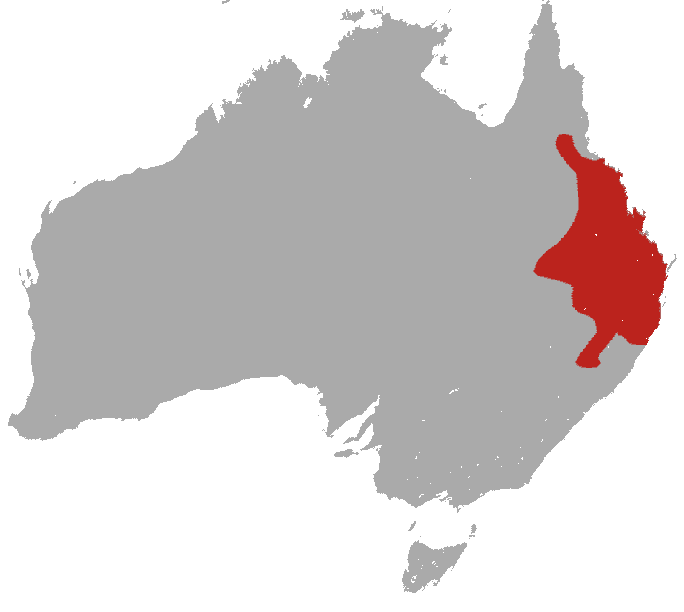
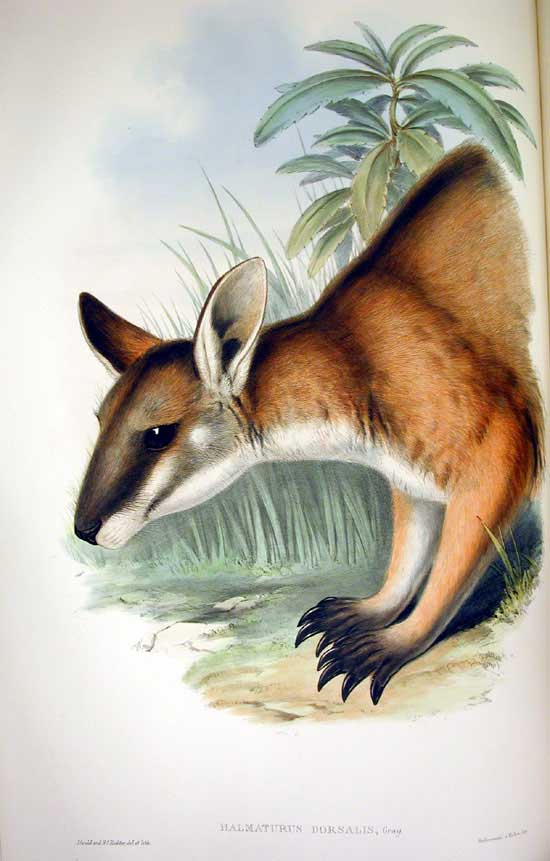